# Умбахабуа
Умбахабуа (д/н — після 647 до н. е.) — співцар Еламу близько 647 року до н. е. Відомий також як Умхулума.

## Життєпис
Походив з аристократичного роду. Під час ассирійського вторгнення 647 року до н. е. цар Хумбан-Халташ III втік на схід у гори. Цим скористався Умбахабуа, що захопив владу й оголосив себе царем. Він закріпився у місті Бапілу.
При наступі ассирійців не наважився чинити спротив, тому втік, на думку деяких дослідників на один з островів Перського затоки. Подальша доля не відлома.